# 西本梨江
西本 梨江（にしもと りえ、1977年5月29日 - ）は、日本のクラシック音楽のピアニスト。

## 略歴
三重県四日市市に生まれ、神奈川県横浜市で育つ。桐朋学園大学ピアノ科卒業。同大学研究科修了。3歳でピアノを始め、8歳でヤマハジュニアオリジナルコンサート全国大会に最年少出場、最優秀賞を受賞。桜井雅、佐野翠、日比谷友妃子、三上桂子、江戸京子、江戸弘子に師事。2005年、日韓国交正常化40周年記念CDで日本ビクターよりデビュー。2004年～2014年まで国連食糧農業機関（FAO）準親善大使として活動。〔1〕　自らも企画制作・出演し、FAOのための「大地の詩チャリティーコンサート」を過去11回みなとみらい大ホールで開催。クラシックからポップスまで演奏、二胡ほかの民族楽器との共演も多い。絵本コンサートなど横浜市を中心とする地域の公演、海外公演など幅広く活動する。アール・ミューズ合同会社所属。絵本コンサートなど横浜市を中心とする地域の公演、海外公演など幅広く活動する。

## 受賞歴
- 1989年：全日本学生音楽コンクール全国大会 第1位
- 1994年：高校生国際芸術コンクールピアノ部門 第1位

## ディスコグラフィ
- 「櫂」深草アキ（1999年）
- 大地の詩 ー自然といのちへのメッセージー（2001年）
- 賈鵬芳の二胡レパートリー（2003年）
- Toi [towa/トワ]（2005年）
- スウィート・セレニティ（2007年）
- Appassionato（2009年）
- RIE クラシカルロマンス

## テレビ出演
- 2018年9月23日 - BS11「京都 奏での移ろいコンサート」
- 2020年5月11日 - J:COM横浜「横浜人図鑑」
- 2021年1月31日 - tvk「ピアニスト西本梨江　SDGs～だれ一人とり残されない世界～」　見逃し配信：　http://www.tvk-kaihouku.jp/openyokohama/arts/others/-sdgs.php